# Saint-Sébastien (Creuse)
Saint-Sébastien település Franciaországban, Creuse megyében. Lakosainak száma 629 fő (2022. január 1.). Saint-Sébastien Azerables, Bazelat, La Chapelle-Baloue, Crozant, Éguzon-Chantôme, Mouhet és Parnac községekkel határos.

## Népesség
A település népessége az elmúlt években az alábbi módon változott:
| Lakosok száma | 1064 | 854  | 736  | 689  | 677  | 657  | 647  | 632  | 633  | 629  |
|               | 1968 | 1982 | 1990 | 2006 | 2013 | 2015 | 2017 | 2019 | 2020 | 2022 |